# Wikiwix

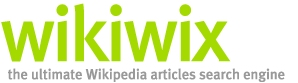
Logo de Wikiwix

Wikiwix es un motor de búsqueda creado en el 2007 por la empresa francesa llamada Linterweb que colaboró con la edición del DVD de la página Wikipedia 0.5. El mismo busca artículos e imágenes en Wikipedia, Wikibooks, Wikinews y Wikisource en 13 idiomas. También este buscador ofrece un atlas muy recomendado y popular para todo el público.
Fue instalado en Wikipedia en el año 2006 y 2007, luego fue instalado volviendo antiguamente con un viejo logo, otro se desinstaló en algún proyecto de la Fundación Wikimedia. Actualmente aparece entre los otros buscadores en búsqueda de artículos en Wikipedia.